# Даляньская мечеть
Даляньская мечеть (араб. مسجد داليان‎) — мечеть в Даляне (Китай). По состоянию на 2005 год в городе Далянь находилось 10 мечетей.

## Строительство
Строительство мечети началось в 1922 году и было завершено в 1925 году. В период Культурной революции до 1979 года мечеть была закрыта.

## Имамы
С 1958 года на должности имама мечети работал Бай Юнсинь-хаджи (白云兴).